# Mya baxteri
Mya baxteri är en musselart som beskrevs av Eugene V. Coan och Scott 1997. Mya baxteri ingår i släktet Mya och familjen sandmusslor. Inga underarter finns listade i Catalogue of Life.